# Dekanat Zachodni (Estoński Kościół Prawosławny)
Dekanat zachodni – jeden z dwóch dekanatów wchodzących w skład eparchii tallińskiej Estońskiego Kościoła Prawosławnego.

## Parafie w dekanacie
- Parafia św. Aleksandra Newskiego w Haapsalu
  - Cerkiew św. Aleksandra Newskiego w Haapsalu
- Parafia św. Jana Kronsztadzkiego w Loksie
  - Cerkiew św. Jana Kronsztadzkiego w Loksie
- Parafia św. Michała Archanioła w Maardu
  - Cerkiew św. Michała Archanioła w Maardu
- Parafia św. Katarzyny w Parnawie
  - Cerkiew św. Katarzyny w Parnawie
- Parafia św. Aleksandra Newskiego w Tallinnie
  - Sobór św. Aleksandra Newskiego w Tallinnie
- Parafia Ikony Matki Bożej „Wszystkich Strapionych Radość” w Tallinnie
  - Cerkiew Ikony Matki Bożej „Wszystkich Strapionych Radość” w Tallinnie
- Parafia św. Jana Chrzciciela w Tallinnie
  - Cerkiew św. Jana Chrzciciela w Tallinnie
- Parafia św. Mikołaja Cudotwórcy w Tallinnie (Kopli)
  - Cerkiew św. Mikołaja Cudotwórcy w Tallinnie (Kopli)
- Parafia św. Mikołaja Cudotwórcy w Tallinnie
  - Cerkiew św. Mikołaja Cudotwórcy w Tallinnie
- Parafia Narodzenia Najświętszej Maryi Panny w Tallinnie
  - Cerkiew Narodzenia Najświętszej Maryi Panny w Tallinnie
- Parafia Narodzenia św. Jana Chrzciciela w Tapie
  - Cerkiew Narodzenia św. Jana Chrzciciela w Tapie
- Parafia Św. Trójcy w Türi
  - Cerkiew Św. Trójcy w Türi
- Parafia Włodzimierskiej Ikony Matki Bożej w Valdze
  - Cerkiew Włodzimierskiej Ikony Matki Bożej w Valdze
- Parafia św. Jana Chrzciciela w Viljandi
  - Cerkiew św. Jana Chrzciciela w Viljandi